# Croton roraimensis
Croton roraimensis är en törelväxtart som beskrevs av Léon Camille Marius Croizat. Croton roraimensis ingår i släktet Croton och familjen törelväxter. Inga underarter finns listade i Catalogue of Life.